# Питерсбург (Мичиген)
Питерсбург (Мичиген) (енгл. Petersburg) град је у америчкој савезној држави Мичиген. По попису становништва из 2010. у њему је живело 1.146 становника.

## Демографија
Према попису становништва из 2010. у граду је живело 1.146 становника, што је 11 (1,0%) становника мање него 2000. године.
| Група             | 2000.         | 2010.         |
| Белци             | 1.109 (95,9%) | 1.099 (95,9%) |
| Афроамериканци    | 4 (0,3%)      | 4 (0,3%)      |
| Азијати           | 1 (0,1%)      | 4 (0,3%)      |
| Хиспаноамериканци | 13 (1,1%)     | 19 (1,7%)     |
| Укупно            | 1.157         | 1.146         |